# Otto Budschigk
Friedrich Otto Budschigk (* 26. Februar in Schönheide (Spremberg) 1893; † 3. Oktober 1948 in Bremen-Aumund) war ein deutscher Kommunalpolitiker (SPD).
Budschigk war zunächst Verwaltungsinspektor im damals preußischen Blumenthal bei Bremen und wurde dort im Dezember 1925 zum ersten Vorsitzenden des damals neugegründeten OV Blumenthal vom Reichsbanner Schwarz-Rot-Gold gewählt. Später wurde er Bürgermeister in Sarstedt. Dort wurde er 1933 von den Nationalsozialisten seines Amtes enthoben und vertrieben. Ab 1945 war er Bezirksbürgermeister von Vegesack, das wie das benachbarte Blumenthal inzwischen zu Bremen gehörte. Am 21. April 1947 wurde er auf 12 Jahre zum Ortsamtsleiter ernannt. Er starb bereits im Folgejahr im Alter von nur 55 Jahren und hinterließ seine Ehefrau Johanna geb. Preuß (* 21. März 1893 in Weißwasser, Kr. Rothenburg, † 2. April 1958 in Bremen) Beide haben am 23. Dezember 1916 in Weißwasser geheiratet. Sein Nachfolger als Ortsamtsleiter in Vegesack wurde Wilhelm Ahrens.
Im Jahr 2013 erinnerte die örtliche SPD in Sarstedt an seine Vertreibung als Bürgermeister 1933.